# Vukan Samardzic
Vukan Samardzic (25 mei 1999) is een Belgisch basketballer.

## Carrière
Samardzic speelde net zoals zijn tweelingbroer in de jeugd bij Basic-Fit Brussels waar hij in het seizoen 2017/18 zijn debuut maakte voor de eerste ploeg. In 2018 maakte hij samen met zijn broer de overstap naar Spirou Charleroi. In zijn eerste seizoenen speelde hij nog voornamelijk mee met de tweede ploeg en was geregeld geblesseerd maar kreeg vanaf het seizoen 2021/22 meer speeltijd in de eerste ploeg.
In 2023 tekende hij bij de Griekse tweedeklasser Messolonghi BC. Voor het seizoen 2024/25 tekende hij bij reeksgenoot GS Ermis Shimatariou.

## Privéleven
Zijn tweelingbroer Milan Samardzic is ook een basketballer.